# Sara Makovec
Sara Makovec (* 31. März 2000 in Maribor) ist eine slowenische Fußballspielerin.

## Karriere

### Vereine
Makovec begann für den in Ljutomer unweit der kroatischen Grenze ansässigen Nogometni Klub Ljutomer mit dem Fußballspielen. Ihr zweiter Jugendverein war der ŠD Len-Sobot, bevor sie nach Beltinci gelangt, für den dort ansässigen ŽNK Pomurje Beltinci bis 2022 das erste Mal im Seniorinnenbereich Fußball spielte. Ihr Debüt erfolgte mit Saisonbeginn am 1. September 2016 beim 7:0-Sieg im Auswärtsspiel gegen den ŽNK Ankaran und ihr erstes Tor gelang ihr am 3. September 2016 (2. Spieltag) beim 9:0-Sieg im Auswärtsspiel gegen den ŽNK Krim mit dem Treffer zum 7:0 in der 67. Minute. Nach 100 Punktspielen, in denen sie 71 Tore erzielte, begab sie sich nach Murska Sobota, kam dort jedoch nur an den ersten beiden Spieltagen der Saison 2022/23 für die Frauenfußballabteilung der NŠ Mura zum Einsatz. Ab dem 25. September 2022 (5. Spieltag) wirkte sie für die ŽNK Olimpija Ljubljana. Bei ihrem Pflichtspieldebüt, beim 5:2-Sieg beim Stadt- und Ligarivalen ŽNK Ljubljana erzielte sie mit dem Treffer zum 2:0 in der 39. Minute sogleich ihr erstes Tor. Am 2. Oktober 2022 (6. Spieltag) gelangen ihr beim 32:0-Sieg (!) im Heimspiel gegen Krim gleich sieben Tore. Zur Saison 2024/25 kehrte sie zur Frauenfußballabteilung der NŠ Mura zurück.
Im Jänner 2025 wurde sie vom SKN St. Pölten verpflichtet.

### Nationalmannschaft
Ihr Debüt als Nationalspielerin des NZS erfolgte mit ihrem einzigen Einsatz für die U17-Nationalmannschaft, mit der sie sich am 25. April 2017 im Freundschaftsspiel von der US-amerikanischen U17-Nationalmannschaft 1:1 unentschieden trennte.
Für die U19-Nationalmannschaft kam sie 2017/18 und 2018/19 in jeweils zwei Qualifikationsrunden (1. Runde und Eliterunde) in allen zwölf Spielen zum Einsatz, in denen ihr zunächst ein Tor, später drei Tore gelangen. Beide Male wurde die Qualifikation für die Endrunde verpasst.
Für die A-Nationalmannschaft spielte sie das erste Mal am 16. September 2017 in Ingolstadt bei der 0:6-Niederlage gegen die Nationalmannschaft Deutschlands mit ihrem Einsatz im ersten Spiel der WM-Qualifikationsgruppe 5. Mit ihrem Einsatz im dritten und achten WM-Qualifikationsspiel folgten ihre nächsten beiden A-Länderspiele. Ihren vierten Einsatz hatte sie in einem Freundschaftsspiel gegen die Nationalmannschaft Albaniens in Gornja Radgona, wo das Kräftemessen mit 2:0 gewonnen wurde.
Im Spieljahr 2019 wurde sie in neun A-Länderspielen eingesetzt, von denen sie drei bei ihrer Teilnahme am Turnier um den Istrien-Cup bestritt und sich nach zwei Spielen in der Gruppe A im Finale befand. Dieses wurde am 4. März in Zagreb mit 2:0 gegen die Nationalmannschaft Serbiens gewonnen. Nach einem weiteren Freundschaftsspiel in Dravograd, wo die Nationalmannschaft Montenegros mit 5:0 bezwungen wurde, reihten sich fünf Spiele der EM-Qualifikationsgruppe A an, denen im Jahr 2020 zwei weitere am 10. März und 23. Oktober folgten (3:0 vs. Kosovo in Pristina, 0:1 vs. Russland in Moskau) folgten.
Ab dem Spieljahr 2021 bestritt sie des Weiteren insgesamt fünf in Freundschaft ausgetragene A-Länderspiele, sieben WM- und sechs EM-Qualifikationsspiele sowie sechs in der Nations League. Mit der Mannschaft nahm sie im Februar 2023 am Turnier um den Türkiye Kadınlar Kupası (Türkei Frauenpokal), einem internationalen Frauenfußballturnier in Alanya und im Jahr 2024 am Turnier um den Pinatar-Cup im spanischen San Pedro del Pinatar teil. Im erstgenannten Turnier wurden sie als ungeschlagener Sieger der Gruppe A (2:1 vs. Usbekistan, 1:0 vs. Sambia, 1:1 vs. Südafrika) gemeinsam mit dem Sieger der Gruppe B, der Nationalmannschaft des Kosovo, zum Turniersieger geehrt. Das zweite Turnier wurde nach dem 1:0-Sieg über die Nationalmannschaft der Philippinen auf Platz beendet. Ihre beiden A-Länderspieltore erzielte sie am 2. September 2022 in Kranj beim 2:0-Sieg über die Nationalmannschaft Kasachstans im vorletzten Spiel der WM-Qualifikationsgruppe I mit dem Treffer zum 1:0 in der 33. Minute, das zweite am 12. Juli 2024 in Chișinău beim 5:0-Sieg über die Nationalmannschaft Moldaus im 5. Spiel der EM-Qualifikationsgruppe C2 mit dem Treffer zum 2:0 in der 36. Minute.

## Erfolge
Nationalmannschaft
- Dritter Pinatar-Cup 2024
- Turniersieger Türkei-Pokal 2023 (gemeinsam mit dem Kosovo)
- Istrien-Cup-Siegerin: 2019

ŽNK Pomurje Beltinci
- Slowenischer Meister 2019, 2021, 2022, 2023
- Slowenischer Pokal-Sieger 2019, 2023